# Ligne Iiyama
 (août 2025).
Si vous disposez d'ouvrages ou d'articles de référence ou si vous connaissez des sites web de qualité traitant du thème abordé ici, merci de compléter l'article en donnant les références utiles à sa vérifiabilité et en les liant à la section « Notes et références ».
La ligne Iiyama (飯山線, Iiyama-sen) est une ligne ferroviaire au Japon. Elle relie la gare de Toyono dans la préfecture de Nagano à celle de Echigo-Kawaguchi dans la préfecture de Niigata. La ligne fait partie du réseau de la East Japan Railway Company (JR East).

## Histoire
La ligne est inaugurée entre Toyono et Iiyama le 20 octobre 1921 par les chemins de fer d'Iiyama. La ligne est prolongée à Tokamachi en 1929 où elle rejoint une ligne de la Société gouvernementale des chemins de fer japonais qui permet d'aller jusqu'à Echigo-Kawaguchi.
La ligne est nationalisée en 1944.

## Caractéristiques

### Ligne
- Longueur : 96,7 km
- Ecartement : 1 067 mm
- Alimentation : non électrifié
- Nombre de voies : Voie unique

### Tracé
|  |

### Liste des gares

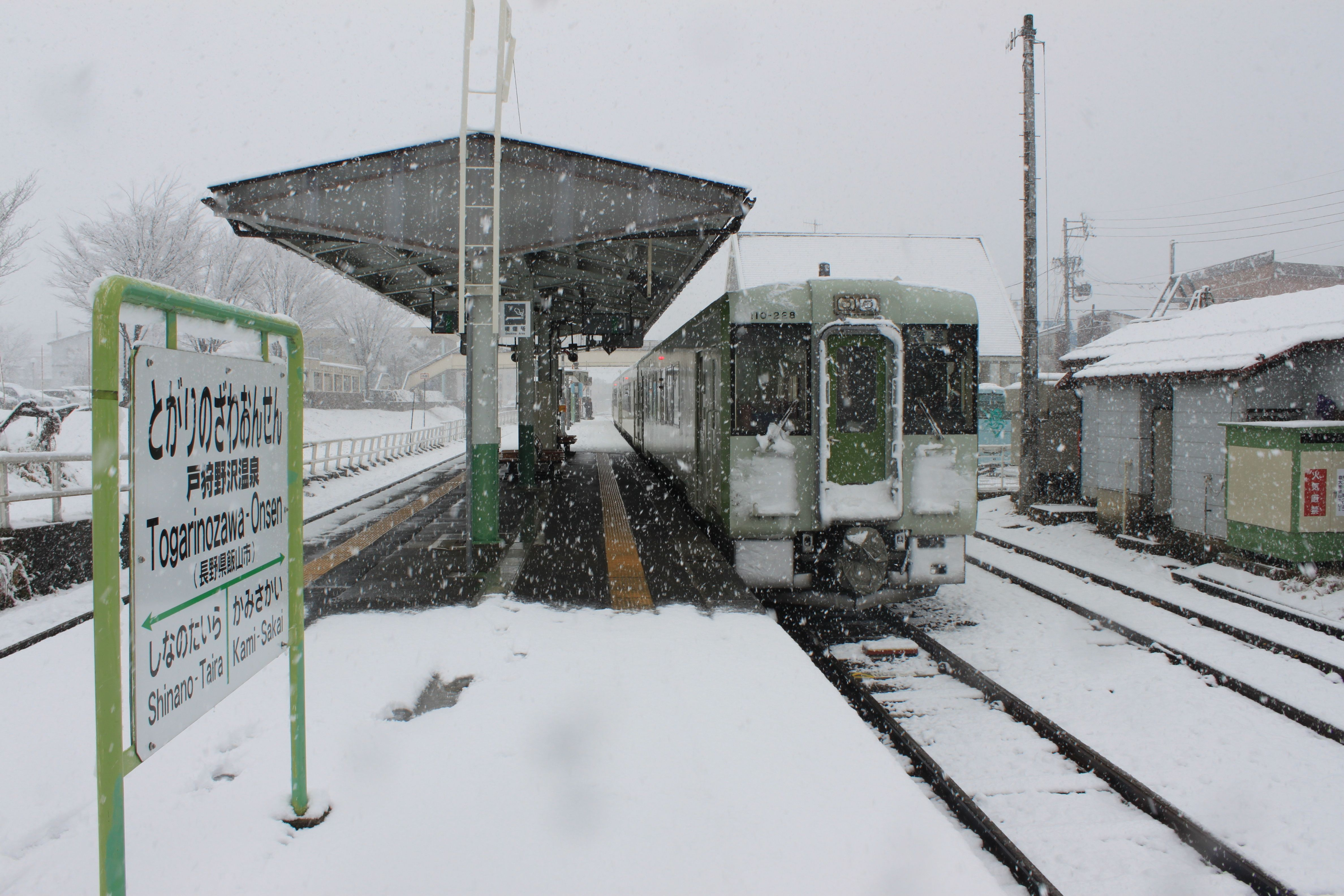
La ligne à Togari-Nozawaonsen.

La ligne Iiyama comporte 31 gares.
| Gare               | Nom japonais | Distance depuis Toyono (km) | Correspondances                                | Localisation | Localisation          |
| ------------------ | ------------ | --------------------------- | ---------------------------------------------- | ------------ | --------------------- |
| Toyono             | 豊野         | 0                           | Shinano Railway: Kita-Shinano (interconnexion) | Nagano       | Préfecture de Nagano  |
| Shinano-Asano      | 信濃浅野     | 2,2                         |                                                | Nagano       | Préfecture de Nagano  |
| Tategahana         | 立ヶ花       | 3,9                         |                                                | Nagano       | Préfecture de Nagano  |
| Kamiimai           | 上今井       | 6,9                         |                                                | Nakano       | Préfecture de Nagano  |
| Kaesa              | 替佐         | 8,8                         |                                                | Nakano       | Préfecture de Nagano  |
| Hachisu            | 蓮           | 14,6                        |                                                | Iiyama       | Préfecture de Nagano  |
| Iiyama             | 飯山         | 19,2                        | JR East : Hokuriku Shinkansen                  | Iiyama       | Préfecture de Nagano  |
| Kita-Iiyama        | 北飯山       | 20,5                        |                                                | Iiyama       | Préfecture de Nagano  |
| Shinano-Taira      | 信濃平       | 23,8                        |                                                | Iiyama       | Préfecture de Nagano  |
| Togari-Nozawaonsen | 戸狩野沢温泉 | 27,5                        |                                                | Iiyama       | Préfecture de Nagano  |
| Kamisakai          | 上境         | 31,1                        |                                                | Iiyama       | Préfecture de Nagano  |
| Kami-Kuwanagawa    | 上桑名川     | 35,4                        |                                                | Iiyama       | Préfecture de Nagano  |
| Kuwanagawa         | 桑名川       | 37,6                        |                                                | Iiyama       | Préfecture de Nagano  |
| Nishi-Ōtaki        | 西大滝       | 39,7                        |                                                | Iiyama       | Préfecture de Nagano  |
| Shinano-Shiratori  | 信濃白鳥     | 41,8                        |                                                | Sakae        | Préfecture de Nagano  |
| Hirataki           | 平滝         | 44,7                        |                                                | Sakae        | Préfecture de Nagano  |
| Yokokura           | 横倉         | 46,6                        |                                                | Sakae        | Préfecture de Nagano  |
| Mori-Miyanohara    | 森宮野原     | 49,7                        |                                                | Sakae        | Préfecture de Nagano  |
| Ashidaki           | 足滝         | 52,5                        |                                                | Tsunan       | Préfecture de Niigata |
| Echigo-Tanaka      | 越後田原     | 54,9                        |                                                |              | Préfecture de Niigata |
| Tsunan             | 津南         | 57,9                        |                                                |              | Préfecture de Niigata |
| Echigo-Shikawatari | 越後鹿渡     | 62,1                        |                                                |              | Préfecture de Niigata |
| Echigo-Tazawa      | 越後田沢     | 64,5                        |                                                | Tōkamachi    | Préfecture de Niigata |
| Echigo-Mizusawa    | 越後水沢     | 67,5                        |                                                | Tōkamachi    | Préfecture de Niigata |
| Doichi             | 土市         | 70,4                        |                                                | Tōkamachi    | Préfecture de Niigata |
| Tōkamachi          | 十日町       | 75,3                        | Hokuetsu Express : Hokuetsu                    | Tōkamachi    | Préfecture de Niigata |
| Uonuma-Nakajō      | 魚沼中条     | 78,4                        |                                                | Tōkamachi    | Préfecture de Niigata |
| Gejō (ja)          | 下条         | 82,8                        |                                                | Tōkamachi    | Préfecture de Niigata |
| Echigo-Iwasawa     | 越後岩沢     | 88,1                        |                                                | Ojiya        | Préfecture de Niigata |
| Uchigamaki         | 内ヶ巻       | 93,2                        |                                                | Ojiya        | Préfecture de Niigata |
| Echigo-Kawaguchi   | 越後川口     | 96,7                        | JR East : Jōetsu                               | Nagaoka      | Préfecture de Niigata |

## Materiel roulant

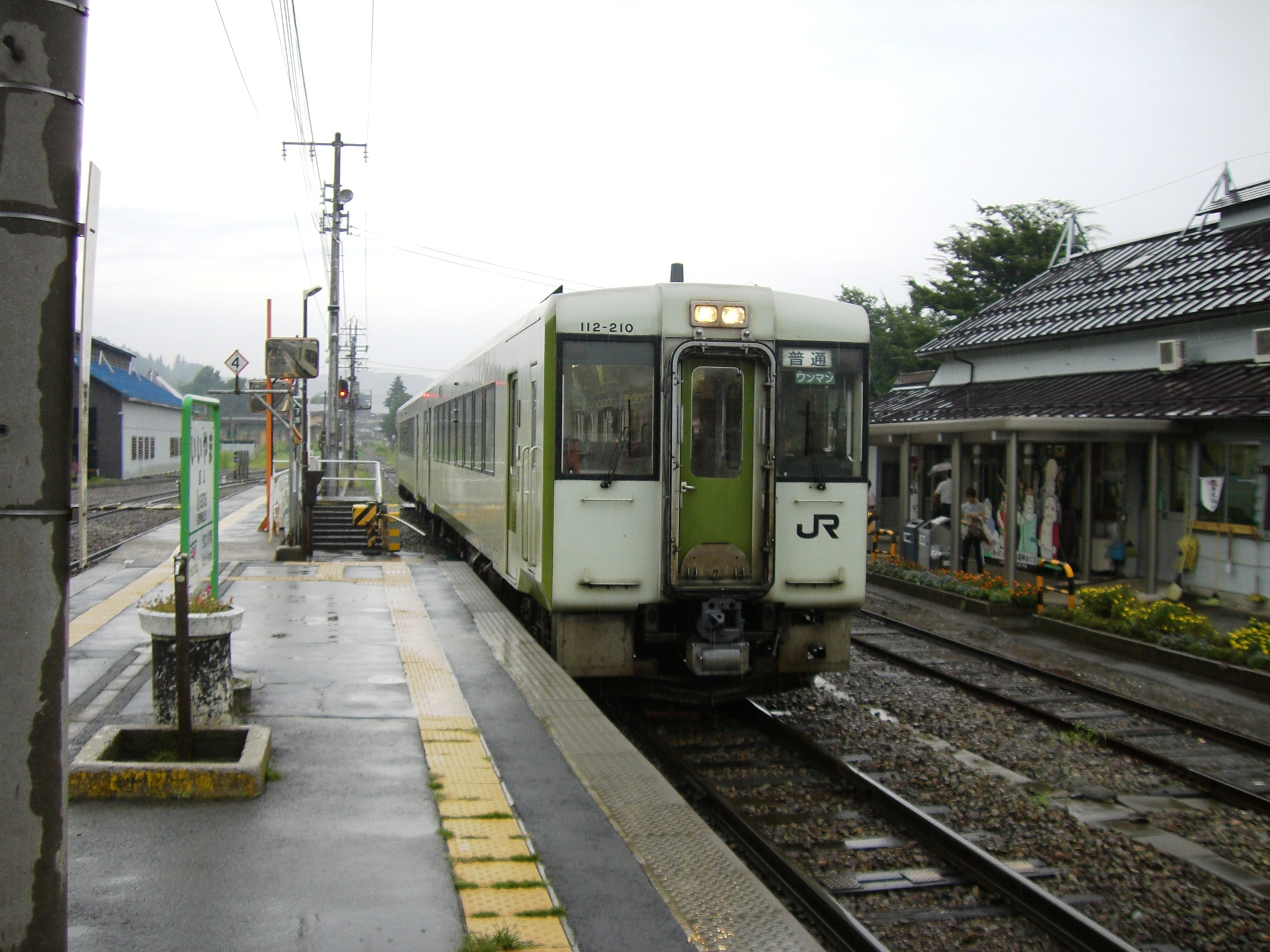
KiHa 110 à Iiyama.

La ligne est parcourue par des autorails KiHa 110.